# جنگل‌های معتدله مثلث شمالی
جنگل‌های معتدل مثلث شمالی (به لاتین: Northern Triangle temperate forests) یک منطقهٔ مسکونی و جنگل‌ در میانمار است که در ایالت کاچین واقع شده‌است.